# Thysanotus teretifolius
Thysanotus teretifolius är en sparrisväxtart som beskrevs av Norman Henry Brittan. Thysanotus teretifolius ingår i släktet Thysanotus och familjen sparrisväxter. Inga underarter finns listade i Catalogue of Life.